# 郑州黄河公路大桥
郑州黄河公路大桥，别名花园口黄河大桥，建成时为 107国道跨越黄河的桥梁，目前为 101省道跨越黄河的桥梁，亦是郑州市区通往黄河北岸的主要通道。该桥南端位于郑州市惠济区花园口镇，北端位于新乡市原阳县刘庵村，1986年9月建成，全长5549.86米，建成时为黄河上最长的大桥。
该桥桥名为邓小平题写。

## 历史
在郑州黄河公路大桥落成前，郑州市境内跨越黄河的公路桥仅有修建于1905年，在1966-1969年间被改作公路桥用的旧黄河铁路桥。因该桥原为铁路桥，桥面窄，仅能供汽车单向交替行驶，往来车辆堵塞严重。为缓解交通，河南省人民政府决定修筑郑州黄河公路大桥。该桥于1984年动工，并于1986年10月1日通车。

## 设计
郑州黄河公路大桥全长5549.86米，共137孔，上部构造为预应力混凝土筒支梁，下部构造为钻孔灌注桩基础，框架式桥台，双柱式桥墩。桥面宽18.5米，行车道宽16米，设双向4车道，两边各有1米宽的人行道。

## 争议
该桥于1996年已还清贷款，但仍超期违规收费16年，直至2012年才开始免费通行。根据按2008年2月27日国家审计署的数据，大桥已经违规收费14.5亿元。

## 途经的公共交通线路
| 行经巴士路线一览 | 行经巴士路线一览 | 行经巴士路线一览 | 行经巴士路线一览 | 行经巴士路线一览 |
| 编号             | 路线             | 路线             | 路线             | 备注             |
| ---------------- | ---------------- | ---------------- | ---------------- | ---------------- |
| 郑平602          | 平原示范区客运站 | ⇆                | 郑州客运北站     |                  |